# Willy Lages
Willi Paul Franz (Willy) Lages (Braunschweig, 5 oktober 1901 – Braunlage, 2 april 1971) was een Duitser die gedurende de Tweede Wereldoorlog, als SS-Sturmbannführer (majoor), hoofd van de Aussenstelle (regiokantoor) der Sicherheitspolizei und des Sicherheitsdienstes voor Noord-Holland en Utrecht was. Hij hield kantoor in Amsterdam. Na de oorlog was hij een van de Vier van Breda.

## Afkomst en jongere jaren
Lages kwam uit een gezin met vier kinderen. Zijn vader zat in de handel en het lag in de bedoeling dat Willy in de voetsporen van zijn vader zou treden. Na de lagere school bezocht hij daartoe de Kaufmannsschule. Door de economische crisis voelde hij zich gedwongen een handelscarrière op te geven en toen hij 21 jaar oud was, meldde hij zich bij de politieschool in Bremen. Het beviel hem daar erg goed. Uit vierhonderd kandidaten werd hij met drie anderen toegelaten tot de opleiding voor politieofficier. In 1927 trouwde hij. Zes jaar later werd hij lid van de NSDAP. In 1934 zegde hij zijn lidmaatschap van de evangelische kerk op. Hij ging werken bij de Politische Polizei in Braunschweig, die in 1936 opging in de Gestapo. Hij was toen inmiddels lid van de SS. In 1940, na de Duitse bezetting van Nederland, werd hij naar Den Haag gestuurd. Na de Februaristaking van 1941 kwam hij in Amsterdam terecht. Hoewel zijn huwelijk kinderloos bleef (wat hem de promotie tot Kriminaldirektor kostte), bleef hij zijn vrouw trouw.

## Tijdens de oorlog
Lages werd in 1941 aangesteld als leidinggevende van de Zentralstelle für jüdische Auswanderung in Amsterdam (Centraal bureau voor Joodse emigratie), een functie die hij een tijdlang samen uitoefende met SS-Obersturmführer Erich Rajakowitsch. Hij verving Hellmuth Reinhard. Lages werd hierdoor medeverantwoordelijk voor de deportatie van Joden uit Nederland naar concentratie- en vernietigingskampen in Duitsland en bezet Polen.
Lages was betrokken bij de arrestatie van de verzetsman Johannes Post en was aanwezig bij diens executie en die van andere verzetsstrijders, op 16 juli 1944. Ook was hij verantwoordelijk voor de Silbertanne-moord op de schrijver A.M. de Jong en voor de executie van Hannie Schaft.

## Vervolging
Lages stond op 19 juli 1946 voor het eerst terecht en werd op zeven punten aangeklaagd, onder andere voor Jodenvervolgingen, razzia's, Silbertanne-moorden en brandstichting. Op 20 september 1949 werd hij door het Amsterdams Bijzonder Gerechtshof ter dood veroordeeld. Hij werd er door het hof onder meer van beticht bewust toegelaten te hebben dat zijn minderen weerloze arrestanten mishandelden om informatie uit hen te verkrijgen. Gevangenen werden met gloeiende voorwerpen bewerkt, met de vuist gestompt en geslagen met gummistokken, zwepen en andere voorwerpen, alsook lange tijd geboeid in een ongemakkelijke positie geplaatst. Gloeiende naalden werden onder nagels van handen en voeten gestoken en ze werden dagen- en nachtenlang ononderbroken verhoord. De Bijzondere Raad van Cassatie bevestigde het vonnis op 12 juli 1950.

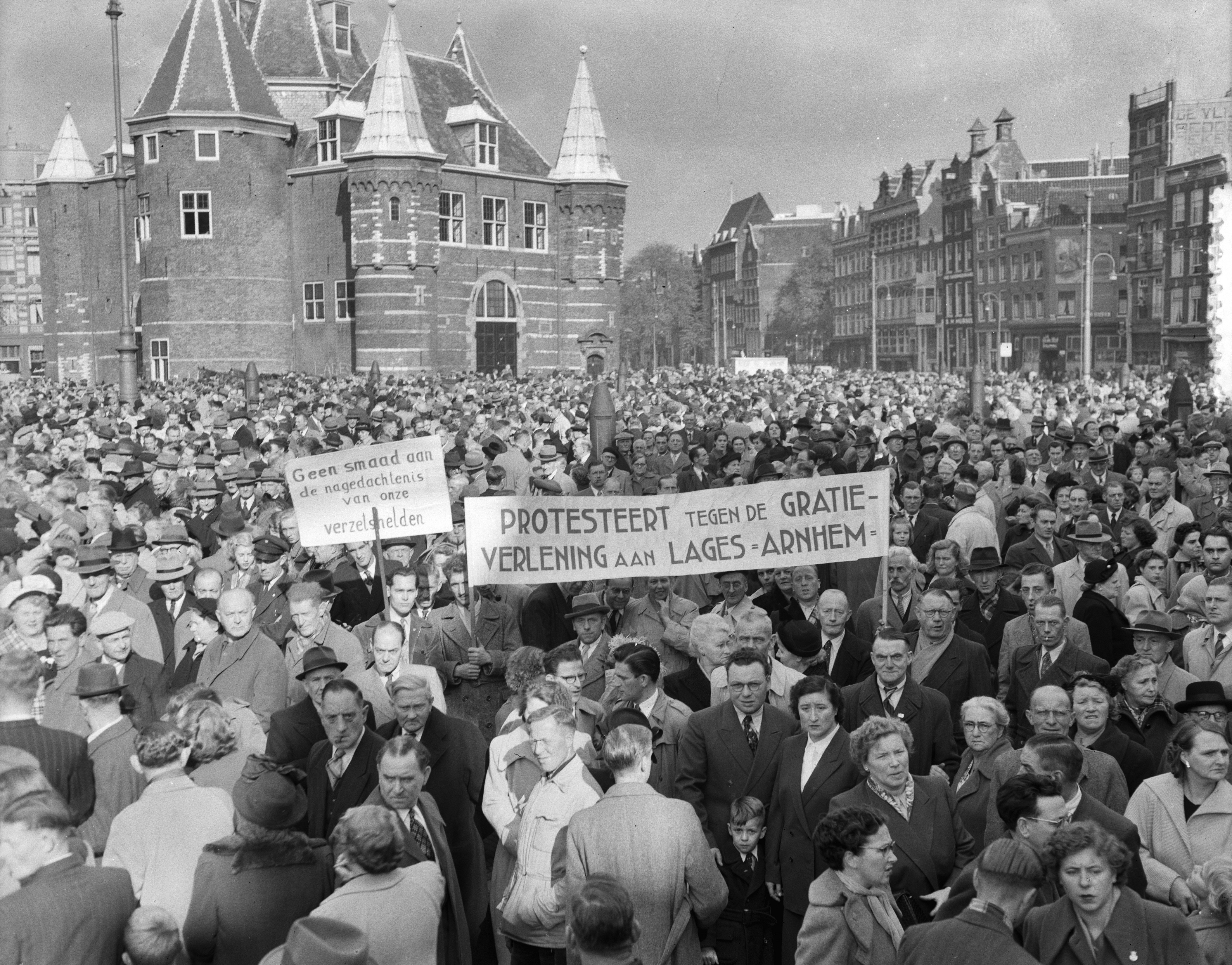
Demonstratie tegen mogelijke amnestie van Lages (Nieuwmarkt, 1952)

Koningin Juliana, die grote gewetensbezwaren tegen de doodstraf had, weigerde tot tweemaal toe dit doodvonnis te ondertekenen, dit overigens zeer tegen de zin van het kabinet. Bij koninklijk besluit van 23 september 1952 werd het doodvonnis omgezet in een levenslange gevangenisstraf. Op deze gratieverlening volgden meerdere demonstraties. De grootste daarvan, met 15.000 tot 20.000 deelnemers, werd gehouden op 12 oktober 1952.
Op paaszaterdag 1954 ging Lages over tot het rooms-katholieke geloof. Het vormsel werd hem toegediend door de pauselijke internuntius Paolo Giobbe. Peter en meter waren zijn raadsman en Tweede Kamerlid Karel van Rijckevorsel en diens echtgenote.
Lages werd per 24 februari 1955 in Breda geïnterneerd. Nadat alle andere oorlogsmisdadigers, zowel in Breda als in de rest van Nederland, vrijgelaten waren, bleven Lages, Joseph Kotalla, Ferdinand aus der Fünten en Franz Fischer (drie andere Duitse oorlogsmisdadigers, die al sinds 7 november 1952 in Breda verbleven) in de Koepel achter. Gezamenlijk stonden ze bekend als de Vier van Breda.
Wegens goed gedrag kwam Lages in aanmerking om in de gevangenis tegen een minimale financiële vergoeding werkzaamheden te verrichten. Hij kwam terecht in het badhuis, waar hij voornamelijk vuil en schoon wasgoed telde. Ook hield hij zich bezig met licht verstelwerk.

## Strafonderbreking en dood
Wegens ernstige ziekte werd Lages op 18 mei 1966 in het Centraal Ziekenhuis van het Gevangeniswezen te Vught opgenomen. Er werd een hartaandoening geconstateerd, waarna zich ernstige complicaties voordeden. Minister van Justitie Ivo Samkalden verleende hem op humanitaire gronden een strafonderbreking van 'ten hoogste drie maanden'. Op 9 juni 1966 werd hij per ambulance naar de Bondsrepubliek Duitsland gebracht in de verwachting dat hij in die periode zou overlijden. Zijn vrijlating leidde tot grote verontwaardiging van velen in Nederland.
De Nederlandse artsen vermoedden dat Lages darmkanker had, maar hadden hem niet durven opereren. In West-Duitsland werd hij wél geopereerd. Tijdens de operatie bleek dat hij geen darmkanker had, maar een darmafsluiting (die, indien Lages niet geopereerd zou zijn, eveneens dodelijk zou zijn geweest). In november 1966 verliet Lages het ziekenhuis. Doordat hij volgens de West-Duitse grondwet niet kon worden uitgeleverd, kwam het erop neer dat hij, zolang hij zou afzien van reizen buiten West-Duitsland, vrij man was. Hij vestigde zich in het kuuroord Braunlage, waar hij in de villa van Rudolf Ehrhardt, tijdens de oorlog een bekende nazi, trok. Hij leefde nog bijna vijf jaar. In april 1971 overleed hij op 69-jarige leeftijd aan een hersentumor.

## Militaire loopbaan
- SS-Sturmbannführer: 1 september 1942[16]
- SS-Untersturmführer: 20 april 1937[17]

## Lidmaatschapsnummers
- NSDAP: 3 552 661[16]
- SS: 267 729[16]

## Decoraties
- SS-Ehrenring[16]
- Kruis voor Oorlogsverdienste, 1e Klasse met zwaarden[16]
- Rijksinsigne voor Sport in zilver[17]

## Biografie
- Sytze van der Zee, Willy Lages: ceremoniemeester van de dood, Prometheus, 2023, ISBN 9789044644548